# Дзинан
Дзинан е най-големият град и административен център на провинция Шандун в Източен Китай. Дзинан е с население от 6 813 984 жители (2010 г.) и площ от 8177 km2. Пощенският му код е 250000, а телефонният – 531.

## Побратимени градове
- Ковънтри (Англия)
- Рен (Франция)
- Сакраменто (Калифорния, САЩ)
- Риджайна (Канада)
- Нижни Новгород (Русия)
- Вантаа (Финландия)
- Аугсбург (Германия)
- Казанлък (България)